# 田村愛美鈴
田村 愛美鈴（たむら あみり、2000年7月5日 - ）は、日本の元ジュニアアイドル、グラビアアイドル、モデル、女優、元ザ・コインロッカーズのメンバー。

## 来歴
2013年、Chu→Boh Vol.56から飯田愛美鈴（いいだ あみり）の名義でグラビアデビュー。ジュニアアイドルとして活動を開始。同年9月25日にEIC-BOOKよりイメージビデオを発売。
2014年、メトロポリスのメンバーとして活動。
2015年、佐藤すずか（さとう すずか）に改名、同年11月27日、スパイスビジュアルよりイメージビデオを発売。
2018年12月23日、田村愛美鈴としてザ・コインロッカーズの結成発表会見に登場。メンバー再編成後はキーボードを担当。
2021年12月23日をもってザ・コインロッカーズ解散により芸能活動を休止した。
2022年7月20日、インキュベーションに所属し、芸能活動を再開する旨を自身のTwitterで発表。

## 人物
- ツボが浅いため些細なことで笑ってしまう[7]。
- 祖母が生け花の先生を務めているため生け花を習っている[8]。
- ザ・コインロッカーズのメンバー森ふた葉は田村をネタの宝庫と評している[9]。
- ザ・コインロッカーズ所属時の目標はガールズバンドアイドルの地位を確立すること。ゲテモノを食べたり、体を張った企画に挑戦したい旨を述べている[10]。
- 兄と姉がいる[11]。

## 出演

### ネットドラマ
- 日本テレビ「毎日はにかむ僕たちは。」（2023年3月12日 - ） - メインキャスト[12]

### 舞台
- TUFF STUFF「放課後戦記2022」（2022年11月29日 - 12月4日、シアターミクサ） - 菊救丘援美 役[13]
- E-Stage Topia「ヨツバリベンジ」（2023年3月28日 - 31日、渋谷区文化総合センター大和田・伝承ホール） - 雪黄金エーデルワイス 役[14]

### 映画
- 碧恋のトウループ（2023年10月16日、監督：田中一光） - 東志ハル 役[15]

## 書籍

### 雑誌
- B.L.T.2022年10月号（2022年8月24日、東京ニュース通信社）[16]
- 週刊ヤングジャンプ No16 特大号 （2024年3月21日、集英社）[17]
- 週刊プレイボーイ No.29（2024年6月24日、集英社）[18]

### デジタル写真集
- ビター＆キュート＆・・・？（2024年6月24日、集英社）[19]

## 作品

### DVD
- 飯田愛美鈴 はじまりのチャイム（2013年9月25日、EIC-BOOK）
- 佐藤すずか @IDOL（2015年11月27日、スパイスビジュアル）